# Hookeriaceae
Hookeriaceae är en familj av bladmossor. Enligt Catalogue of Life ingår Hookeriaceae i ordningen Hookeriales, klassen egentliga bladmossor, divisionen bladmossor och riket växter, men enligt Dyntaxa är tillhörigheten istället ordningen Hookeriales, klassen egentliga bladmossor, divisionen bladmossor och riket växter. Enligt Catalogue of Life omfattar familjen Hookeriaceae 601 arter. 

## Bildgalleri

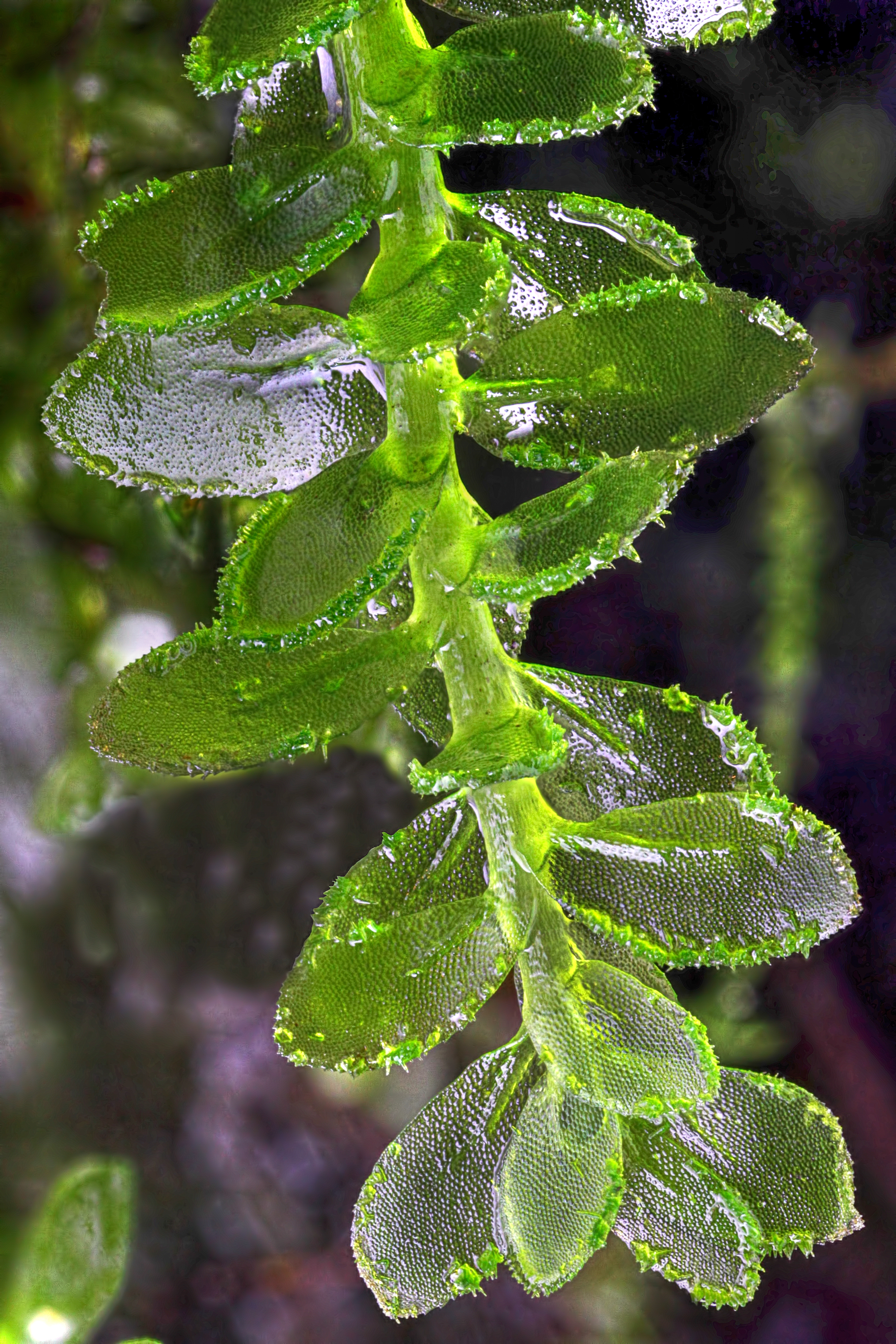
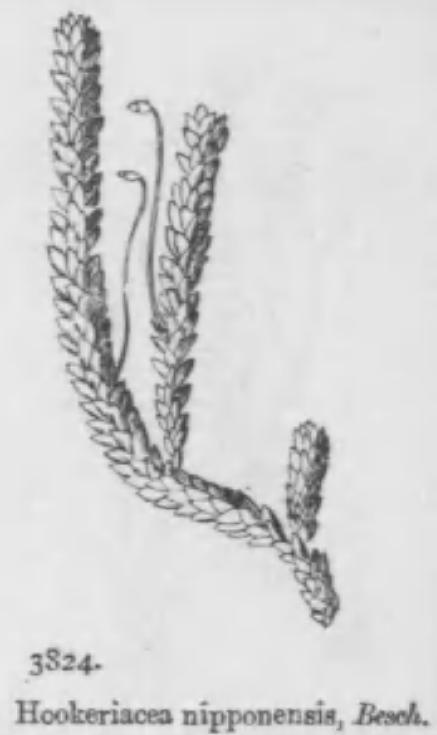
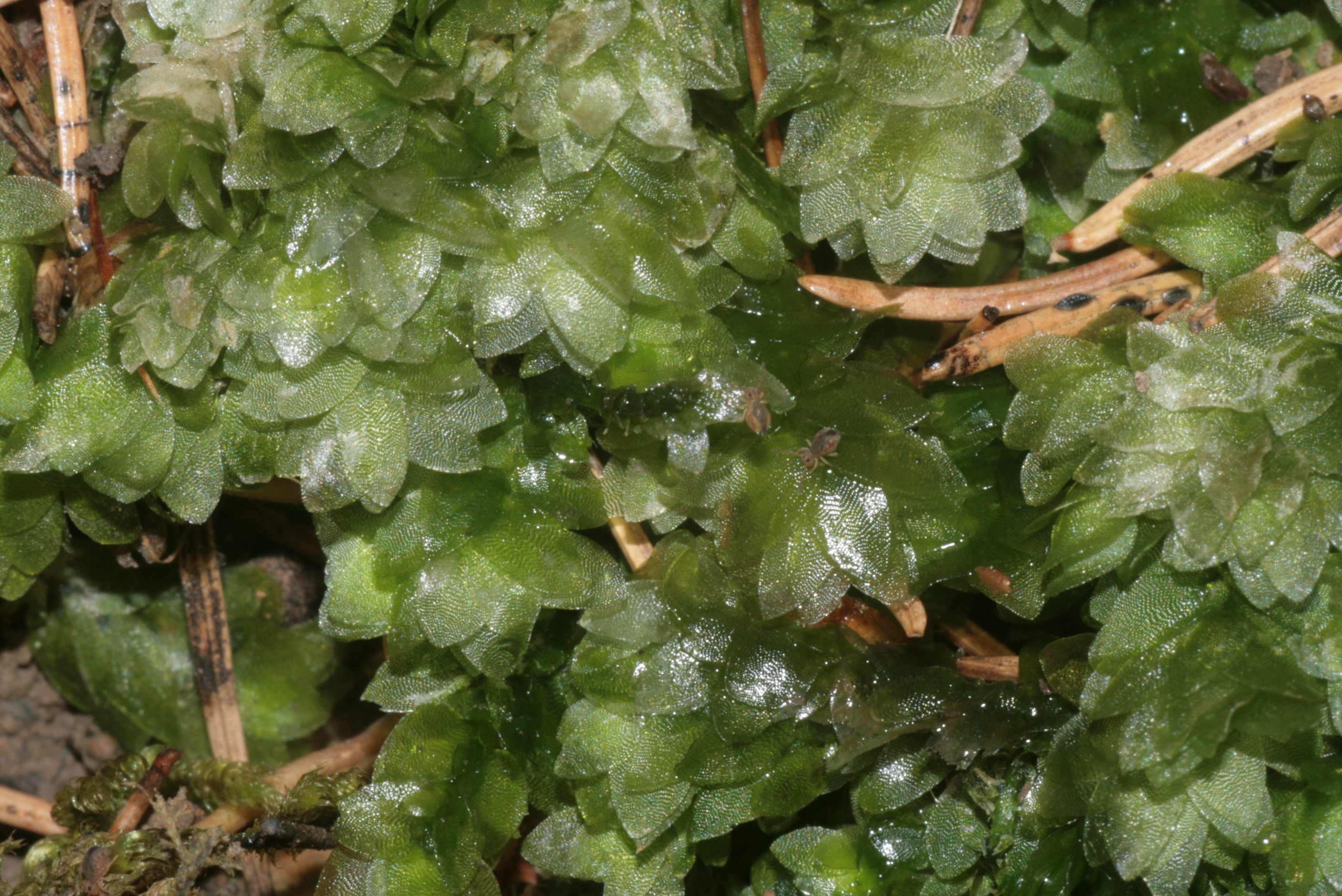
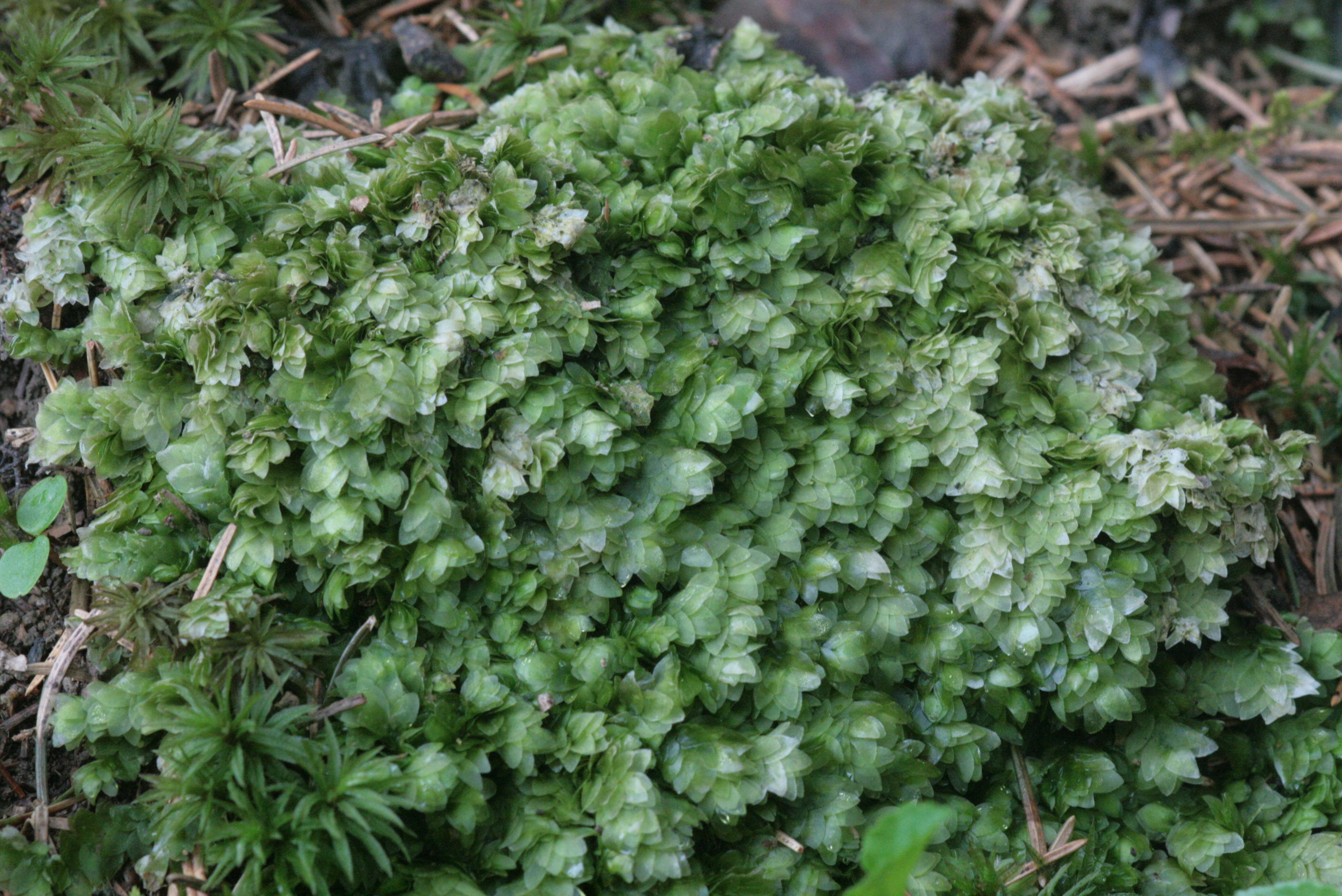
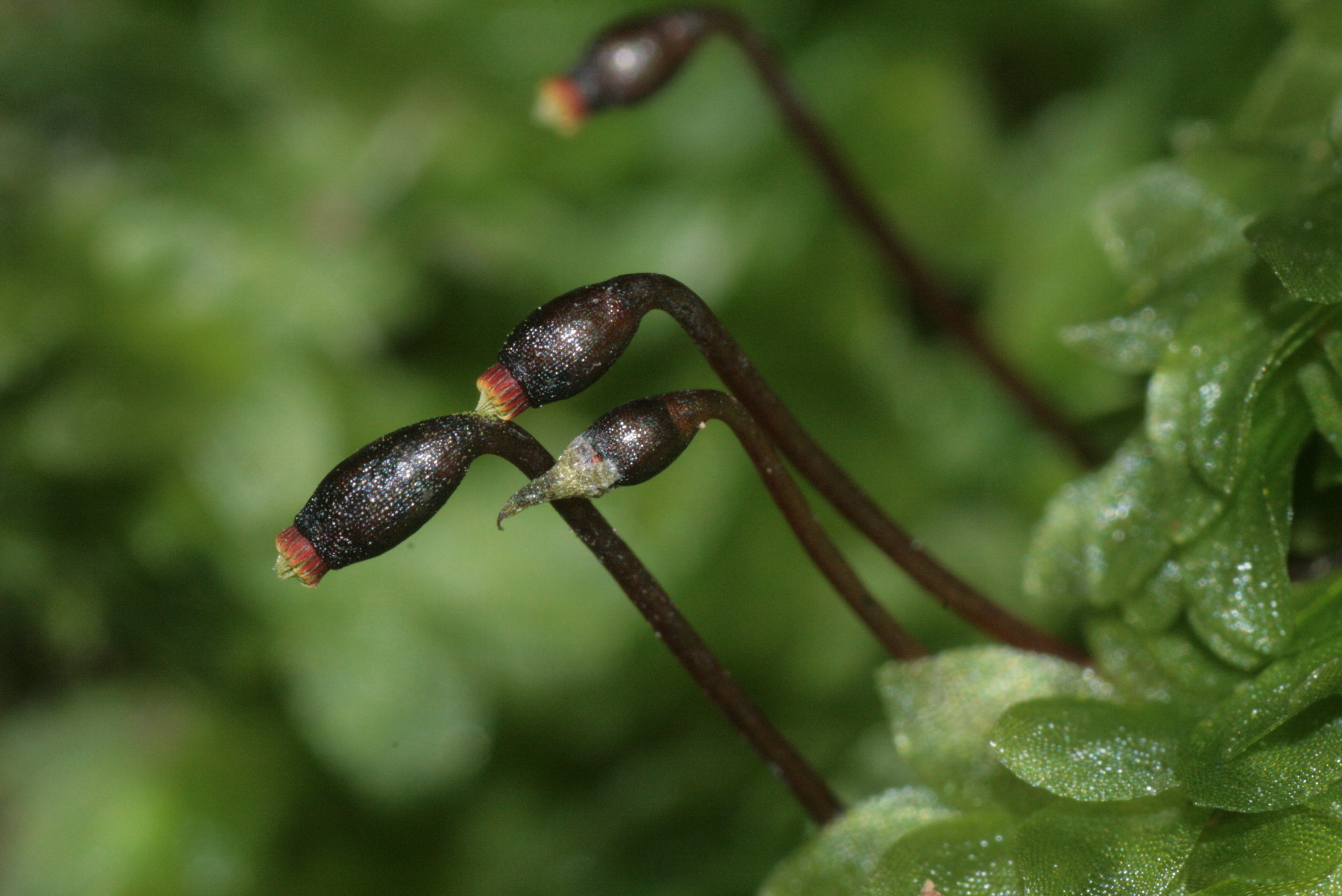
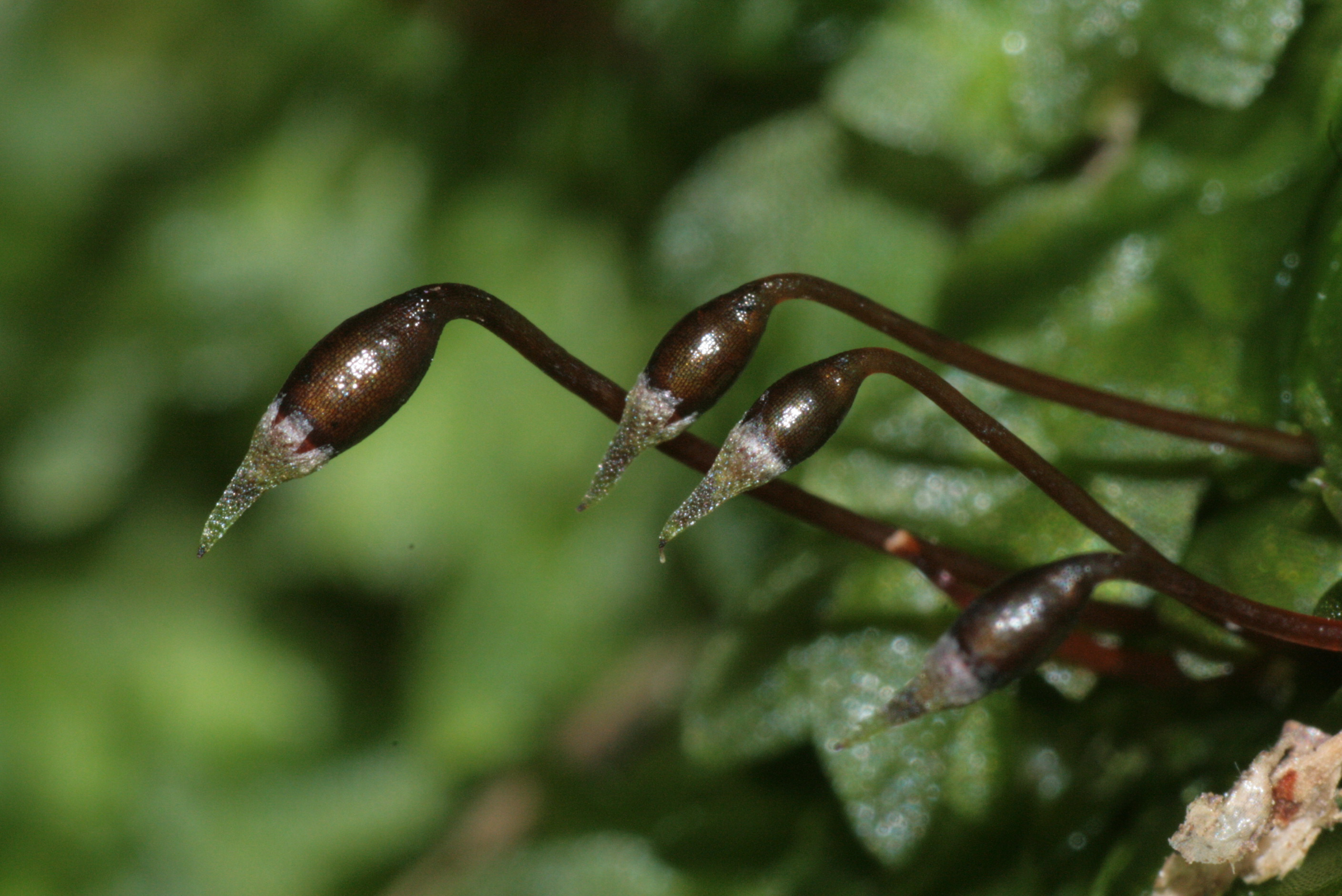

## Dottertaxa till Hookeriaceae, i alfabetisk ordning[1][2]
- Achrophyllum
- Adelothecium
- Beeveria
- Brymela
- Bryobrothera
- Callicostella
- Calyptrochaeta
- Canalohypopterygium
- Chaetomitriopsis
- Chaetomitrium
- Chaetophora
- Crosbya
- Curviramea
- Cyathophorum
- Cyclodictyon
- Dendrocyathophorum
- Dimorphocladon
- Diploneuron
- Distichophyllum
- Elharveya
- Ephemeropsis
- Eriopus
- Hemiragis
- Hookeria
- Hookeriopsis
- Hypopterygium
- Lepidopilidium
- Lopidium
- Metadistichophyllum
- Philophyllum
- Pilosium
- Pilotrichidium
- Pterygophyllum
- Rhynchostegiopsis
- Sauloma
- Schimperobryum
- Schizomitrium
- Sclerohypnum
- Stenodictyon
- Tetrastichium
- Thamniopsis
- Trachyxiphium
- Vesiculariopsis